# José Guadalupe Flores
José Guadalupe Flores (* 1943 oder 1944; † 25. April 2012 in Morelia, Michoacán) war ein mexikanischer Fußballspieler auf der Position eines Stürmers.

## Leben
José Guadalupe Flores Hernández, auch bekannt unter den Spitznamen Lupe und Lupillo (beides Kurz- bzw. Koseformen für seinen zweiten und häufiger gebrauchten Vornamen), stand als Profifußballspieler bei seinem Heimatverein Atlético Morelia und zwischen 1968 und 1971 beim CD Cruz Azul unter Vertrag. Mit dem letztgenannten Verein gewann Flores zweimal die mexikanische Meisterschaft sowie je einmal den mexikanischen Pokalwettbewerb, den Supercup und den CONCACAF Champions Cup.
Lupe Flores verbrachte einen Großteil seines Lebens in der Colonia Felícitas del Río von Morelia, wo er ein Haus unter Nummer 95 der calle José Pilar Ruiz bewohnte, in dem er am 25. April 2012 im Alter von 68 Jahren verstarb. Seine sterblichen Überreste wurden auf dem Friedhof Jardines del Tiempo von Morelia beigesetzt.

## Erfolge
- Mexikanischer Meister: 1968/69, México 70
- Mexikanischer Pokalsieger: 1969
- Mexikanischer Supercup: 1969
- CONCACAF Champions Cup: 1969